# Molophilus dindi
Molophilus dindi är en tvåvingeart som beskrevs av Günther Theischinger 1992. Molophilus dindi ingår i släktet Molophilus och familjen småharkrankar. Inga underarter finns listade i Catalogue of Life.